# Annemiek Punt

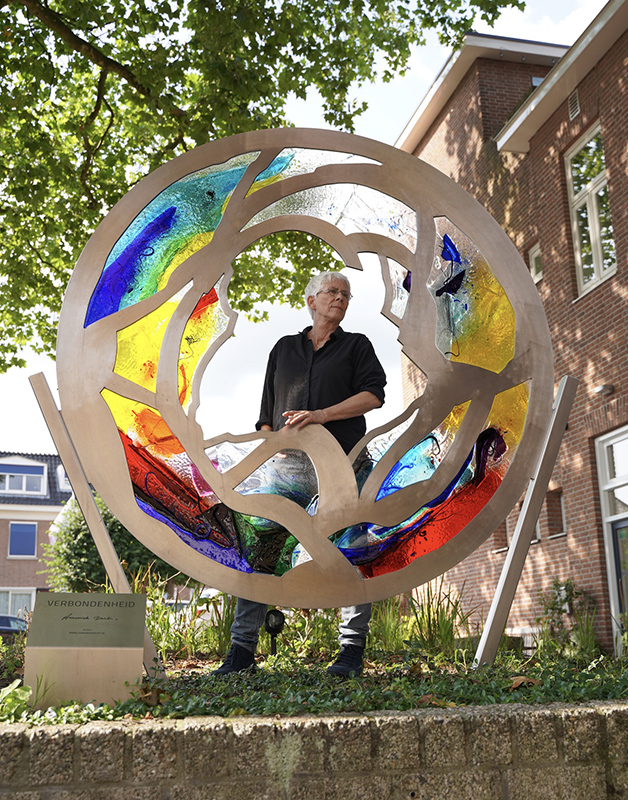
Annemiek Punt vor ihrer Galerie in Ootmarsum

Annemiek Punt (* 1959 in Hengelo) ist eine niederländische Glaskünstlerin und Malerin.

## Leben und Werk
Punt absolvierte in Deutschland eine Ausbildung in Glasherstellung, wo sie sich auch Kenntnisse in Chemie und Handwerkskunst aneignete. 1979 eröffnete sie in Denekamp ein Atelier für Glasmalerei. Sie setzte ihre Ausbildung an der Akademie für Kunst und Industrie in Enschede fort. Zu ihren Lehrern gehörten Riemko Holtrop und Wim Izaks. 1994 ließ sie sich endgültig in Ootmarsum nieder, wo sich ihr Atelier in einem ehemaligen Kinderheim in der Kloosterstraat befindet. Punt beherrscht die Kunst des Glasschmelzens. Sie fertigt Glasskulpturen mit einem Team von Meisterbläsern in Murano, Italien (in der Nähe von Venedig). Ihre Glasdesigns sind sowohl figurativ als auch abstrakt. Neben ihrer Glasarbeit beschäftigt sie sich auch mit der Malerei.
Punt ist eine der wenigen Frauen, die sich mit monumentaler Glaskunst beschäftigen. Seit 1980 hat sie mehr als hundert Aufträge für Fenster, Verglasungen, Glasscheiben und Glasreliefs in Kirchen, Meditationszentren, Institutionen und Wohnungen ausgeführt. Ein Beispiel ihrer Arbeit ist ein Buntglasfenster mit dem Thema der Auferweckung der Tochter des Jaïrus in der Nieuwe Kerk in Delft. Das Fenster wurde am 8. September 2006 von Prinzessin Margriet enthüllt. Der Entwurf kann in voller Größe in ihrem Atelier in Ootmarsum besichtigt werden.
Seit den 1980er Jahren hat Punt die Grenzen dessen, was mit Glas möglich ist, erweitert. Sie gilt allgemein als Pionierin auf dem Gebiet der Glasverschmelzung.
Punt wurde im November 2014 während einer Ausstellung zu Ehren ihres 35-jährigen Schaffens als Künstlerin zum Ritter des Ordens von Oranien-Nassau ernannt.
Im Jahr 2024 beging Punt ihr 45-jähriges Bestehen als Künstlerin mit einer Ausstellung.

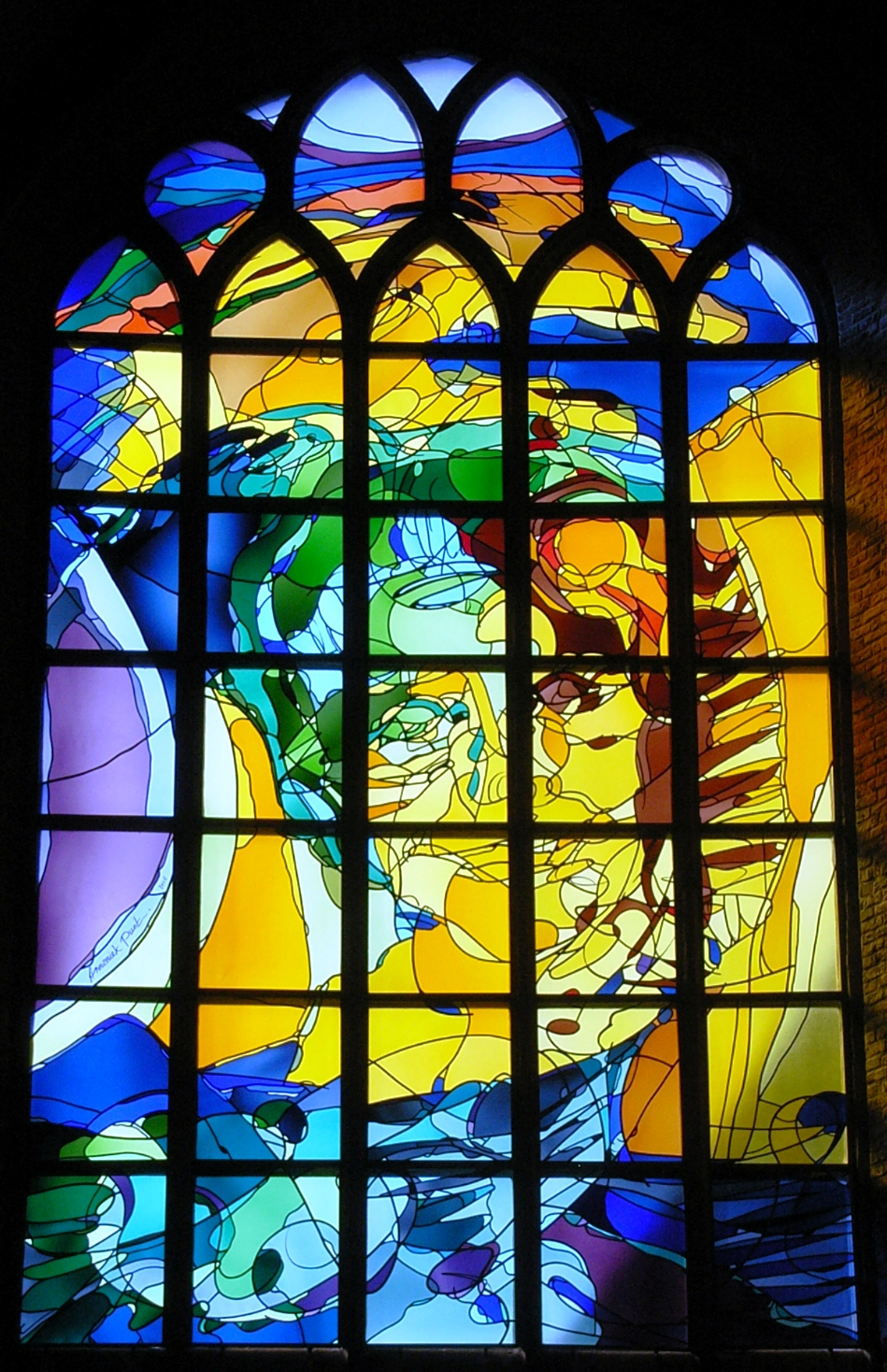
Die Auferweckung der Tochter des Jaïrus (2006), Nieuwe Kerk in Delft

## Glaskunstwerke
- Almelo Stillezentrum Twenteborg Krankenhaus
- Krematorium Amersfoort
- Amersfoorter Kirchenzentrum Het Brandpunt
- Amersfoort De Bergkerk
- Amsterdamer Apostolische Gesellschaft
- Wasserverband Apeldoorn Vallei en Veluwe
- Barneveld Emmaus Church (ehemals Bethel Church)
- Berlin Plaza Hotel
- Borculo Aula Deugenweerd
- Borne ITB Polizeiausbildungszentrum Twente
- Nieuwe Kerk Delft
- Provinzhaus Den Bosch
- Denekamp St.-Nikolaus-Kirche
- Deventer Etty Hillesum Lyceum
- Apostolische Gesellschaft Emmen
- Emmen Carmel College
- Enschede MST Krankenhaus
- Glane, Syrisch-Orthodoxe Kirche
- Groningen Stillezentrum Martini Krankenhaus
- Groningen, Mercator Pflegezentrum
- Hengelo Thaborkerk
- Kanadischer Friedhof Holten
- Dorfkirche Hoogvliet
- Lekkerkerk Grote- of Johanneskerk
- Ootmarsum Kunstwerk „Verbundenheit“ in der Kloosterstraat
- Overdinkel Pax Christie Schule
- Rijswijk Royal Dutch Shell
- Roermond St.-Christopher-Kathedrale